# Antonio Ortega (artista)
Antonio Ortega (Sant Celoni, 1968) és un artista català.

## Obra
Els seus treballs solen escandalitzar a l'espectador, presentant unes rondalles que porten a l'extrem la lògica comuna de la qual tots participem. No obstant això, el mateix autor defensa que els seus exercicis, sempre orbitant al voltant de les convencions socials, no neixen des del cinisme, sinó des de la sorpresa d'una actitud naïf.
Una suposada ingenuïtat, que tracta de defensar-se en un format d'objectivitat amb la voluntat de no suggerir les conclusions, sinó únicament les reflexions prèvies, a partir del registre audiovisual de mers fets. Un exemple és Registro de Ahilamiento (1996), on va gravar en un plànol fix a una planta que era forçada a estendre's per un tub de cartró cap a aconseguir la llum. Una vegada la planta apunta, l'autor obre la cartolina i la planta mor en no poder suportar la seva pròpia tija. Altres exercicis poden ser el d'alliberar gallines a Londres, o alimentar ocells amb les seves regurgitacions. Les hipòtesis que les evidències provoquin pertanyen al camp de l'espectador.
Especialment destacada és la seva fascinació per comportaments socials, en alguns casos al voltant de les dinàmiques artístiques: la seva producció, promoció i recepció a Antonio Ortega and the Contestants (2002), va prendre l'espai d'exposició del londinenc The Showroom, i va exposar artistes principiants en el lloc on habitualment hauria de ser una mostra col·lectiva d'autors consolidats. Ortega va participar en un projecte anomenat Registre de caritat en què es van fer servir els diners de producció de la Fundació "la Caixa" fer d'espònsor d'una truja anomenada Lucy, que obre un camí pel que ha constituït el cos del seu treball: tractar de copsar el llenguatge del poder en la forma del discurs vinculats a la propaganda, entenent que l'art ha estat un soci fonamental en la propagació i la difusió d'aquest.
Destaquen els seus projectes individuals: Populisme i Popularitat al Museu de l'Empordà, Werbung und Demagogie a la Galeria Klaus and Elisabeth Thoman, Opfer sind wir alle a l'Städtisches Museum Abteiberg, Mönchengladbach, Demagogie et Propaganda als Laboratoires d'Aubervilliers, París, No m'agrada com sóc a la Galeria Toni Tàpies o I hope Alice Cooper doesn't become a vegetarian al SMOCA de Phoenix (Arizona).
Ha estat responsable de les Activitats del Centre d'Art Santa Mònica durant els anys 2004 fins al 2008, tasca en la que va aprofundir en els formats de treball que prescindien de l'exposició com a canal privilegiat en la difusió i presentació de les creacions artístiques, amb projectes com Festival Espontani, Hem pres la ràdio –comissariat per Jorge Luis Marzo- o alternatives a l'Exposició de Beatriz Herràez. Va dirigir una col·lecció de llibres amb els següents títols: Capital! D'Amanda Cuesta Ed., Producta 50 de YProductions Ed. i Copyfight d'Oscar Abril Ascaso i Elástico Ed.
És autor de l'obra de teatre The ten best tips ever in alphabetical order, estrenat a Objectif Exhibitions d'Anvers i que ha tingut un recorregut per sales com l'Espai Brossa de Barcelona o el Jardí de Figueres.
Ha publicat el llibre Demagogia y propaganda en arte según Antonio Ortega a l'editorial bielbooks, que ha estat traduït a l'alemany dins la col·lecció de l'editorial Cru.
Al 2020 va participar en l'exposició col·lectiva Acció. Una història provisional dels noranta que el MACBA va presentar sota el comissariat de Ferran Barenblit, en la que va participar amb obres clau de la dècada.
Actualment és professor al departament d'Arts visuals a l'Escola Massana i està representat per la Galeria Klaus and Elisabeth Thoman.

## Espai 13
Antoni Ortega va fer la que és segurament la seva intervenció més mediàtica: Fe i entusiasme (de 22/01/2004 al 29/02/2004). El com obtenir una revolada, i precisament conscienciar-nos sobre la simbologia que dona la fama, es va aconseguir presentant una estàtua de cera de Yola Berrocal. La majoria dels personatges que les masses reconeixen ja no mereixen el seu reconeixement a la seva professionalitat, sinó a l'exhibició de la seva privadesa. Antonio Ortega es planteja en quin grau l'artista sofreix una condició similar, i quines són les seves formes de promoció. Ho va explicar al març del 2002 al Caixafòrum: 
| «               | "[…] Crec que no hi ha gens més patètic que un artista visual, o un cantant o un actor, que no hagi aconseguit l'èxit, perquè només una dosi d'èxit pot neutralitzar la sensació d'ingenuïtat d'un artista consagrat a la seva carrera. Si encara els queda algun dubte, poden acompanyar-me en el següent exercici: posin muti a l'èxit de qualsevol artista de fama planetària. Pensin en un artista de prestigi i imaginin que no mostra el seu treball més que als seus pares, ja grans | » |
| — Antoni Ortega | |   |

Yola Berrocal es converteix doncs en una metàfora de l'artista, des de la perspectiva que sense reconeixement i èxit, les activitats d'aquest són innòcues i ridícules.